# Gelöste Ketten
Gelöste Ketten ist ein deutsches Stummfilmdrama aus dem Jahr 1916 mit Henny Porten in der Hauptrolle.

## Handlung
Lisabeth Blenke ist bereits in jungen Jahren verwitwet, ihr verstorbener Mann war ein wohlhabender Lederhändler und hat ihr einiges vermacht. Jetzt ist ein neuer Mann in ihr Leben getreten, Graf Harro von Trautendorff, mit dem sie sich verloben will. Da es sich um eine standesbewusste Familie handelt, wird sie erst einmal dem vom alten Fürst Ernst einberufenen Familienrat vorgestellt, der darüber befinden soll, ob sie in den Kreis der erlauchten Familie aufgenommen werden kann.
Sie wird von nahezu allen Trautendorffs willkommen geheißen, lediglich einer stellt sich quer: Harros Vetter Joachim. Denn der weiß von einem ziemlich dunklen Fleck in Lisabeths Vita. Einst vertrat er als Staatsanwalt die Anklage gegen sie, als Lisabeth wegen Diebstahls zu einer Haftstrafe verurteilt wurde. Die Beschuldigte bestreitet den Vorwurf, und Harro, der ihr zur Seite springt, verlangt von seinem Vetter stichhaltige Beweise für seine Behauptung oder Genugtuung. Doch Lisabeth will um ihre Liebe zu Harro kämpfen und versucht in der Folgezeit, Hans Joachims Vertrauen zu erringen. Der findet seine Unterstellung bestätigt, woraufhin Lisabeth reumütig gesteht.
Doch sie bittet ihn, zu schweigen. So steht Joachim plötzlich als Verleumder da. Der entrüstete Harro schwärzt daraufhin seinen Vetter im gemeinsam frequentierten Klub an, woraufhin Joachim, gesellschaftlich geächtet, von jedermann geschnitten und gemieden wird. Joachim steht zu seinem Wort, Lisabeth nicht bloßzustellen und will schließlich sogar seine berufliche Stellung aufgeben. Um Gras über die Sache wachsen zu lassen, gedenkt er, zu verreisen. Lisabeth erkennt erst jetzt, was sie alles von ihrem Schwager in spe verlangt hat, bedankt sich bei ihm für seine Ehrenhaftigkeit und entschließt sich, die Wahrheit zu sagen. Harro ist zutiefst schockiert und löst augenblicklich die Verlobung mit ihr. Schließlich sind es Lisabeth und Joachim, die zueinander finden und sich schließlich verloben.

## Produktionsnotizen
Gelöste Ketten entstand im Messter-Film-Atelier, Blücherstraße 32 und besaß bei der Neuzensur am 26. Mai 1921 vier Akte mit einer Länge von 1280 Metern. Ein Jugendverbot wurde erlassen. Die Uraufführung fand am 29. Dezember 1916 im Berliner Mozartsaal statt. In Wien lief der Film bei einer Länge von etwa 1420 Metern am 9. Februar 1917 an.
Johannes Riemann in der Rolle des Ehemanns in spe, Harro von Trautendorff, gab hier sein Filmdebüt. Die Bauten stammen aus der Hand von Ludwig Kainer.

## Kritik
In Paimann’s Filmlisten ist zu lesen: „Stoff und Spiel ausgezeichnet. Photos und Szenerie sehr gut.“